# Trichotichnus
Trichotichnus är ett släkte av skalbaggar. Trichotichnus ingår i familjen jordlöpare.
Kladogram enligt Catalogue of Life:
| Trichotichnus | \| \| Trichotichnus dichrous \| \| \| \| \| \| Trichotichnus nitescens \| \| \| \| \| \| Trichotichnus vulpeculus \| \| \| \| |
|               | \| \| Trichotichnus dichrous \| \| \| \| \| \| Trichotichnus nitescens \| \| \| \| \| \| Trichotichnus vulpeculus \| \| \| \| |
|               | Trichotichnus dichrous |
|               | |
|               | Trichotichnus nitescens |
|               | |
|               | Trichotichnus vulpeculus |
|               | |